# Маргарит
«Маргари́т» (греч. Μαργαρίται — жемчужины) — византийский и древнерусский сборники слов Иоанна Златоуста. Не имели строго определённого содержания: разные списки включают различные беседы Иоанна Златоуста.

## Состав
В наиболее обширных греческих списках число слов достигает 70 и 80, в славянских списках их обычно помещается около 20.
В древнерусских рукописях Маргарита, сохранивших греческое название (греч. Μαργαρίτα — жемчужины), чаще встречаются:
- шесть слов «О непостижимом», против аномеев;
- шесть слов на иудеев;
- шесть слов «О серафимах»;
- пять слов «О богатом и Лазаре»;
- три слова «О Давиде и Сауле»;
- три слова «О Иове».

Перевод этих сочинений был сделан в Болгарии в XIV веке, и старейшие русские рукописи восходят к южнославянским.

## Текстология
Маргарит пользовался большим распространением на Руси. Он был издан в Остроге в 1595—1596 годах, в Москве — в 1641 и 1698 годах. Имеется также указание, что Маргарит был напечатан в Вильне не позже 1588 года.

## Галерея
- «Маргарит», титульный лист, Острожская типография, 1595
- «Маргарит», Москва, 1774

## «Новый Маргарит»
Значительным опытом самостоятельного русского сборника из творений Иоанна Златоуста является труд князя Андрея Курбского «Новый Маргарит» — западно-русский перевод избранных слов Иоанна Златоуста, с различными дополнительными статьями. Труд Курбского сохранился в двух списках. Андрей Михайлович написал оригинальное предисловие, в котором описывает причины создания своего труда, в частности то, что труды очень немногих греческих отцов доступны в славянских переводах. «Предисловие к Новому Маргариту» было издано в первый раз Н. Д. Иванишевым в сборнике актов «Жизнь кн. Курбского в Литве и на Волыни» (Киев, 1849), перепечатано Н. Г. Устряловым в «Сказаниях князя Курбского» (3-е изд., 1868). Значительная часть «Нового Маргарита» посвящена переводу жития Златоуста, составленного Эразмом Роттердамским, «сказу» самого князя Курбского и переводу дополнительных к житию Златоуста сведений из хроники Никифора Каллиста, а остальные главы этого сборника в том виде, как они сохранились, представляют перевод различных слов и бесед Златоуста.